# ماري ثورمان
ماري ثورمان (بالإنجليزية: Mary Thurman)‏ هي ممثلة أمريكية، ولدت في 27 أبريل 1895 في ريتشفيلد في الولايات المتحدة، وتوفيت في 22 ديسمبر 1925 في نيويورك في الولايات المتحدة بسبب ذات الرئة.

## وصلات خارجية
- ماري ثورمان على موقع IMDb (الإنجليزية)
- ماري ثورمان على موقع أول موفي (الإنجليزية)
- ماري ثورمان على موقع قاعدة بيانات برودواي على الإنترنت (الإنجليزية)
- ماري ثورمان على موقع قاعدة بيانات الفيلم (الإنجليزية)
- ماري ثورمان على موقع كينوبويسك (الروسية)